# H.C. Vogt
Henrik Christian Vogt (født 5. juni 1848 i Napoli, død 17. marts 1928 i København) var en dansk ingeniør.
Vogt har særlig dyrket aerodynamik  og marineteknik; han har skrevet en række videnskabelige arbejder i  udenlandske og danske fagblade om resultaterne af sine arbejder på dette  og beslægtede områder. Af hans konstruktioner må særlig nævnes hans  pendulpropeller og luftpropeller samt læmolekonstruktioner af nedsænkede cementfyldte gamle jernskibe.

## Gengivelser af H.C. Vogt
Barneportræt sammen med broderen Gundo Vogt malet af Elisabeth Jerichau Baumann. Maleri af Carlo Hornung-Jensen. Blyantstegning af P. S. Krøyer.